# Wikipedia tiếng Java
Wikipedia tiếng Java là một phiên bản Wikipedia, một bách khoa toàn thư mở.